# بو گوستافسون
بو گوستافسون (انگلیسی: Bo Gustafsson؛ زادهٔ ۲۹ سپتامبر ۱۹۵۴) ورزشکار دو و میدانی اهل سوئد است.